# ريسانكيزوماب
ريسانكيزوماب( Risankizumab)، الذي يباع تحت الاسم التجاري سكيريزي(Skyrizi )، هو دواء يستخدم لعلاج الصدفية اللويحية المتوسطة إلى الشديدة.  قد تشمل الاستخدامات الأخرى: الصدفية البثرية المعممة والصدفية الحمراء والتهاب المفاصل الصدفي. 
تشمل الآثار الجانبية الشائعة: عدوى الجهاز التنفسي العلوي و الصداع والتعب و الألم في موقع الحقن.   كما أنه يزيد من خطر الإصابة بالعدوى الأخرى. و في حين أنه لا يوجد دليل على وجود ضرر أثناء الحمل، إلا أن هذا الاستخدام لم يُدرس بشكل جيد.  وهو جسم مضاد أحادي النسيلة يرتبط بالإنترلوكين 23A (IL-23A) ويحجبه.  
تمت الموافقة على استخدامه طبيًا في الولايات المتحدة في عام 2019.   و تبلغ التكلفة حوالي 17800 دولار أمريكي للجرعة الواحدة اعتبارًا من عام 2021.  أما في المملكة المتحدة، فيكلف هذا المبلغ هيئة الخدمات الصحية الوطنية حوالي 3300 جنيه إسترليني. 